# Dianthus patentisquameus
Dianthus patentisquameus là loài thực vật có hoa thuộc họ Cẩm chướng. Loài này được Bondarenko & R.M.Vinogr. mô tả khoa học đầu tiên năm 1971.